# Регіональні гроші
Місцева валюта, Реґіональні гроші — гроші, які знаходяться в обігу на певній території (місто, район, область) паралельно з загально-державною валютою. Реґіональні гроші започатковують з міркувань покращення економіки регіону — через них намагаються не дати фінансам «тікати» з місцевих ринків. Локальні гроші також називають грошами громади, і вони є формою альтернативної валюти або доповнювальної валюти. Як інструмент фіскального локалізму, місцеві гроші можуть сприяти розвитку локальної економіки.
Регіональні гроші мають багато форм реалізації. Одна з них — «вільні гроші», запропоновані німецьким економістом Сильвіо Гезелем, які мають штучний інфляційний механізм — вони з часом поступово втрачають свою вартість.